# Leon „Ndugu” Chancler
Leon „Ndugu” Chancler (n. 1 iulie 1952, Shreveport, Louisiana, SUA – d. 3 februarie 2018, Los Angeles, California, SUA) a fost un baterist de jazz funk, percuționist, compozitor și producător muzical american.